# Neothyridaria moravica
Neothyridaria moravica är en svampart som beskrevs av Petr. 1934. Neothyridaria moravica ingår i släktet Neothyridaria, divisionen sporsäcksvampar och riket svampar.   Inga underarter finns listade i Catalogue of Life.